# Bridgend (hrabstwo)
Bridgend (wal. Pen-y-bont ar Ogwr) – hrabstwo miejskie w południowej Walii. Od wschodu graniczy z Vale of Glamorgan i Rhondda Cynon Taf a od zachodu z Neath Port Talbot. Ośrodkiem administracyjnym jest miasto Bridgend.

## Miejscowości
Na terenie hrabstwa znajdują się następujące miejscowości (w nawiasach liczba ludności w 2011):

- Bridgend (46 757)
- Maesteg (18 888)
- Porthcawl (15 672)
- Pyle (13 701)
- Sarn (10 805)
- Pencoed (9166)
- Pontycymer (4288)
- Ogmore Vale (3117)
- Nant-y-moel (2344)
- Bettws (2253)
- Pont Rhyd-y-cyff (1505)
- Cefn Cribwr (1324)
- Llangeinor (973)
- Trelales (818)
- Pant-yr-awel (734)
- Blackmill (654)
- Heol-y-Cyw (538)
- South Cornelly (471)